# 米哈伊洛
米哈伊洛（烏克蘭語：Михайло，羅馬化：Mykhailo，發音：[mɪxɑjlɔ] ⓘ），又譯米海洛，港譯米凱洛，是乌克兰语中的男性名字，相当于英语中的麥可，著名人物包括：
- 米哈伊洛·博伊丘克（1882年—1937年），烏克蘭畫家
- 米哈伊洛·楚賓斯基（烏克蘭語：Чубинський Михайло Павлович）（1871年—1943年），烏克蘭律師、刑法專家和犯罪學家
- 米哈伊洛·多羅申科 (蓋特曼)（烏克蘭語：Михайло Дорошенко (гетьман)）（？—1628年），哥萨克蓋特曼
- 米哈伊洛·伊萬諾維奇·多羅申科（烏克蘭語：Дорошенко Михайло Іванович）（1956年—），烏克蘭記者
- 米哈伊洛·德拉霍馬諾夫（1841年—1895年），烏克蘭知識分子、公眾人物、經濟學家、歷史學家、哲學家和民族志學家
- 米哈伊洛·格魯舍夫斯基（1866年—1934年），烏克蘭學者、政治家、歷史學家，20世紀早期烏克蘭民族復興關鍵人物
- 米哈伊洛·赫梅利尼茨基（烏克蘭語：Михайло Хмельницький (підстароста)）；博赫丹·赫梅利尼茨基之父。
- 米哈伊洛·柯秋宾斯基（1864年—1913年），烏克蘭作家
- 米哈伊洛·科措皮（烏克蘭語：Михайло Коцопій；1995年—），烏克蘭軍人，曾參與2022年哈爾科夫反攻
- 米哈伊洛·李森科（烏克蘭語：Лисенко Михайло Григорович）（1906年—1972年），乌克兰雕塑家。
- 米哈伊洛·穆德里克（2001年—），烏克蘭職業足球運動員
- 米哈伊洛·納彥科（1938年—），烏克蘭文學評論家、語言學博士、教授
- 米哈伊洛·内索廖尼（1988年—），乌克兰军人，于2022年2月抵禦俄羅斯入侵烏克蘭期間戰死，獲追授烏克蘭英雄金星勋章。
- 米哈伊洛·奧斯特洛赫拉德斯基（烏克蘭語：Остроградський Михайло Михайлович）（1870年—1923年），烏克蘭軍閥
- 米哈伊洛·罗曼丘克（1996年—），烏克蘭游泳運動員
- 米哈伊洛·尤里約維奇（1145/1153年—1176年），托爾切斯克王爵，弗拉基米爾、基輔大公

### 其他烏克蘭語男性名
- 米科拉

## 備註
1. ↑  粵語「米凱洛」與「米海洛」同音

|  | 本页或本分段罗列了有着相同名的人物，如果是一个内链将您引导到本页，您可能愿意通过点击对应的链接到达想要的条目。 |